# Johannes Jakob (Politiker, 1804)
Johannes Jakob (* 29. Januar 1804 in Trogen; † 17. August 1868 in ebenda; heimatberechtigt in ebenda) war ein Schweizer Textilunternehmer, Gemeindepräsident, Mitglied des Kleinen Rats und Ständerat aus dem Kanton Appenzell Ausserrhoden.

## Leben
Johannes Jakob war ein Sohn von Jakob Jakob, Metzgermeister, und Anna Tribelhorn. Im Jahr 1829 heiratete er Johanna Barbara Frei, Tochter von Johann Jakob Frei. Eine zweite Ehe ging er 1868 mit Sophie Cramer, Tochter von Rudolf Cramer-von Gonzenbach, Witwe des Johann Ulrich Tobler, Landeszeugherrn, ein. Nach dem frühen Tod der Eltern wurde er in einem Knabeninstitut erzogen. 1821 machte er eine Lehre in einem St. Galler Handelshaus. Er arbeitete als Stickereifabrikant. Später war er Teilhaber am Textilhandelshaus seines Schwagers Johann Conrad Bruderer. 
Von 1837 bis 1838 gehörte er der kantonalen Revisionskommission an. Ab 1838 bis 1842 sass er im Kleinen Rat. Von 1842 bis 1844 und ab 1855 bis 1857 amtierte er als Gemeindehauptmann von Trogen. In den Jahren 1844 bis 1845 hatte er das Amt des Ausserrhoder Landesfähnrichs inne. Ab 1845 bis 1848 amtierte er als Landeshauptmann und von 1848 bis 1853 als Landesstatthalter. Von April bis Oktober 1849 sass er im Ständerat und vertrat die Linke. Von 1857 bis 1859 versah er das Amt des Landesseckelmeisters. Ab 1859 bis 1865 arbeitete er als Oberrichter.